# Greenwood (Texas)
Greenwood é uma comunidade não incorporada localizada no estado norte-americano do Texas, no condado de Wise.